# Armorial des communes des Alpes-de-Haute-Provence
- il reste des blasons à dessiner dans cet armorial.
- quelques blasons ne sont pas référencés.
- cet armorial n'utilise pas de modèle de présentation, ce qui améliorerait sa lisibillité en modification..

Cette page donne les armoiries (figures et blasonnements) des communes des Alpes-de-Haute-Provence. Le département compte 200 communes, certaines issues de la fusion de deux communes ou plus ; il arrive que le nom actuel ne corresponde pas du tout aux noms historiques (voir par exemple le Val-de-Chalvagne), plus de 190 communes actuelles sont ici recensées, certaines avec les blasons des anciennes communes.

(0 dessin(s) en attente.)
- Haut – A
- B
- C
- D
- E
- F
- G
- H
- I
- J
- K
- L
- M
- N
- O
- P
- Q
- R
- S
- T
- U
- V
- W
- X
- Y
- Z

## A
| Blason de Aiglun | Blason  | D'azur à la fasce d'or chargée de trois aiglettes de sable,.      |
| Blason de Aiglun | Détails | Armes parlantes. Le statut officiel du blason reste à déterminer. |

| Blason de Allemagne-en-Provence | Blason  | De gueules à un château d'or flanqué de quatre tours pavillonnées du même. |
| Blason de Allemagne-en-Provence | Détails | Le statut officiel du blason reste à déterminer.                           |

| Blason de Allons | Blason  | De gueules à un château donjonné de trois tours d'or maçonnées de sable. |
| Blason de Allons | Détails | Le statut officiel du blason reste à déterminer.                         |

| Blason de Allos | Blason  | D'argent au demi-vol de gueules soutenu d'un os de sable posé en fasce.               |
| Blason de Allos | Détails | Armes parlantes. Rébus : ailes + os. Le statut officiel du blason reste à déterminer. |

| Blason de Angles | Blason  | Écartelé : au 1er et 4e de gueules à deux triangles entrelacés d’argent, au 2e et 3e d’or à un loup ravissant d’azur lampassé et armé de gueules. |
| Blason de Angles | Détails | Le statut officiel du blason reste à déterminer.                                                                                                  |

| Blason de Annot | Blason  | D'azur à deux branches de châtaignier d'or en chef, une fleur de lys de même en pointe, et une fasce d'argent chargée du mot ANNOT en caractères de sable. |
| Blason de Annot | Détails | Le statut officiel du blason reste à déterminer. |

| Blason de Aubenas-les-Alpes | Blason  | De gueules à la lettre A capitale d'or de la traverse de laquelle pend une croix attachée à un anneau du même. |
| Blason de Aubenas-les-Alpes | Détails | Le statut officiel du blason reste à déterminer.                                                               |

| Blason de Aubignosc | Blason  | De gueules à une tour d’or terminée en pointe, ouverte, ajourée et maçonnée de sable. |
| Blason de Aubignosc | Détails | Le statut officiel du blason reste à déterminer.                                      |

| Blason de Authon | Blason  | D'azur à une croix de Malte d'argent bordée d'or. |
| Blason de Authon | Détails | * Il y a là non-respect de la règle de contrariété des couleurs : ces armes sont fautives (or sur argent). Le statut officiel du blason reste à déterminer. |

| Blason de Auzet | Blason  | D'or à une cloche d'azur bataillée d'argent accompagnée de trois chênes de sinople. |
| Blason de Auzet | Détails | Le statut officiel du blason reste à déterminer.                                    |

## B
| Blason de Banon | Blason  | Coupé d'or et gueules, à deux croix de l'un en l'autre. |
| Blason de Banon | Détails | Le statut officiel du blason reste à déterminer.        |

| Blason de Barcelonnette | Blason  | Parti : au 1er palé d'or et de gueules, au 2e d'argent à une clef renversée de gueules, le panneton à senestre. |
| Blason de Barcelonnette | Détails | Le statut officiel du blason reste à déterminer.                                                                |

| Blason de Barles | Blason  | De gueules à un pal d'or, accosté de deux bars adossés du même.                                                                           |
| Blason de Barles | Détails | Armes parlantes. (mot valise, contraction du nom des deux figures de l'écu : bars + pal) Le statut officiel du blason reste à déterminer. |

| Blason de Barras | Blason  | Fascé d'or et d'azur de six pièces.              |
| Blason de Barras | Détails | Le statut officiel du blason reste à déterminer. |

| Blason de Barrême | Blason  | De gueules fretté de six lances d'or, entresemé de petits écussons du même, et sur le tout un écusson d'azur chargé d'une fleur de lys d'or. |
| Blason de Barrême | Détails | Le statut officiel du blason reste à déterminer.                                                                                             |

| Blason de Bayons | Blason  | D'azur, à une fasce d'argent, chargée du mot BAYONS, en caractères de sable, surmontée d'une autre fasce d'argent et accompagnée en pointe de deux étoiles d'or. |
| Blason de Bayons | Détails | Le statut officiel du blason reste à déterminer. |

| Blason de Beaujeu | Blason  | Échiqueté d'or et d'azur.                        |
| Blason de Beaujeu | Détails | Le statut officiel du blason reste à déterminer. |

| Blason de Beauvezer | Blason  | D'azur à une tour crénelée de cinq pièces d'or, bâtie sur une montagne d'argent mouvant de la pointe. |
| Blason de Beauvezer | Détails | Le statut officiel du blason reste à déterminer.                                                      |

| Blason de Bellaffaire | Blason  | De gueules à une fasce d'argent, chargée du mot BELLAFFAIRE de sable et accompagnée de trois étoiles d'argent. |
| Blason de Bellaffaire | Détails | Le statut officiel du blason reste à déterminer.                                                               |

| Blason de Bevons | Blason  | D'or à un grand B capitale de sable, adextré de quatre pointes du même, rangées en fasce et senestrée de cinq pointes du même, rangées aussi en fasce. |
| Blason de Bevons | Détails | Le statut officiel du blason reste à déterminer. |

| Blason de Beynes | Blason  | De gueules à la lettre B capitale d'or accompagnée de trois annelets d'argent.                             |
| Blason de Beynes | Détails | Le statut officiel du blason reste à déterminer.                                                           |
| Blason de Beynes | Alias   | D'azur, à un croissant d'argent, surmonté d'un soleil d'or. Creisset (ancienne commune rattachée en 1925). |

| Blason de Blieux | Blason  | Coupé d'or à un chien contourné d'azur lampassé de gueules colleté du champ et aussi de gueules à un pont de trois arches d'argent maçonné de sable. |
| Blason de Blieux | Détails | Le statut officiel du blason reste à déterminer. |

| Blason de Bras-d'Asse | Blason  | De gueules à un bras dextre, armé d'argent, mouvant du flanc senestre et tenant une épée du même posée en barre. |
| Blason de Bras-d'Asse | Détails | Le statut officiel du blason reste à déterminer.                                                                 |

| Blason de Braux | Blason  | D'or à une fleur de lys d’azur, surmontée d’une coque de châtaignier de sinople. |
| Blason de Braux | Détails | Le statut officiel du blason reste à déterminer.                                 |

| Blason de Bréole (La) | Blason  | D'or à un taureau de gueules.                    |
| Blason de Bréole (La) | Détails | Le statut officiel du blason reste à déterminer. |

| Blason de Brillanne (La) | Blason  | Coupé : au 1er d'or à la bande de sinople, au 2e de sinople au cheval d'or. |
| Blason de Brillanne (La) | Détails | Le statut officiel du blason reste à déterminer.                            |

| Blason de Brunet | Blason  | D'or à un lévrier rampant de sable accolé d'argent. |
| Blason de Brunet | Détails | Le statut officiel du blason reste à déterminer.    |

| Blason de Le Brusquet | Blason  | D'or à la plante de bruyère au naturel. |
| Blason de Le Brusquet | Détails | Officiel.                               |

## C
| Blason de Caire (Le) | Blason  | De sinople à un bourg composé d’une église et de plusieurs maisons d’argent, essorées et ajourées de sable, senestré d’un grand rocher d’argent du milieu duquel sort une rivière du même, coulant entre le bourg et le rocher, au chef d’argent chargé de ces mots LE CAIRE en caractères de sable. |
| Blason de Caire (Le) | Détails | Le statut officiel du blason reste à déterminer. |

| Blason de Castellane | Blason  | De gueules à un château sommé de trois tours d'argent, ouvert, ajouré et maçonné de sable ; au chef cousu de France. |
| Blason de Castellane | Détails | Le statut officiel du blason reste à déterminer.                                                                     |

| Blason de Castellard-Melan (Le) | Blason  | D'or à un château de gueules, ouvert, ajouré et maçonné de sable. |
| Blason de Castellard-Melan (Le) | Détails | Le statut officiel du blason reste à déterminer.                  |

| Blason de Castellet (Le) | Blason  | D'azur, à un château d'or, donjonné du même, ajouré et maçonné de sable, fermé d'une porte d'argent,. |
| Blason de Castellet (Le) | Détails | Le statut officiel du blason reste à déterminer.                                                      |
| Blason de Castellet (Le) | Alias   | D'or à trois noisettes de sinople. Variante proposée par Claude-François Achard en 1788.              |

| Blason de Castellet-lès-Sausses | Blason  | De gueules à trois tours d'argent, maçonnées de sable, accompagnées en pointe d'une fleur de lys d'or, avec cette inscription autour : CASTELET en lettres de sable. |
| Blason de Castellet-lès-Sausses | Détails | Le statut officiel du blason reste à déterminer. |

| Blason de Céreste | Blason  | D'or à une croix vidée, cléchée et pommetée de gueules. |
| Blason de Céreste | Détails | Le statut officiel du blason reste à déterminer.        |

| Blason de Chaffaut-Saint-Jurson (Le) | Blason  | D'azur à une tour d'or sur quatre piliers du même. |
| Blason de Chaffaut-Saint-Jurson (Le) | Détails | Le statut officiel du blason reste à déterminer.   |

| Blason de Champtercier | Blason  | D'azur à une croix d'argent, cantonnée de quatre fleurs de lys d'or. |
| Blason de Champtercier | Détails | Le statut officiel du blason reste à déterminer.                     |

| Blason de Château-Arnoux-Saint-Auban | Blason  | D'or au château de deux hautes tours pavillonnées jointes par un entre-mur, le tout de sable, ouvert du même, maçonné et ajouré d'argent, accosté des lettres C et A capitales aussi de sable. |
| Blason de Château-Arnoux-Saint-Auban | Détails | Le statut officiel du blason reste à déterminer. |

| Blason de Châteaufort | Blason  | D’azur au soleil d’or en chef, à l’étoile du même en cœur, au croissant d’argent en pointe, l’étoile accostée des lettres C et F capitales d’or. |
| Blason de Châteaufort | Détails | Le statut officiel du blason reste à déterminer.                                                                                                 |

| Blason de Châteauneuf-Miravail | Blason  | Au 1er d'or à un arbre de sinople arraché et futé au naturel, mouvant d'un croissant d'azur ; au 2e d'azur à un lion d'or, lampassé et armé de gueules. |
| Blason de Châteauneuf-Miravail | Détails | Le statut officiel du blason reste à déterminer. |

| Blason de Châteauneuf-Val-Saint-Donat | Blason  | De gueules à un château de deux tours d'or jointes par un entre-mur du même, hersé de sable, le tout ajouré et maçonné du même, accompagné de trois roses d'argent, une en chef et deux en flancs, et en pointe d'un trèfle du même, mouvant de deux palmes d'or passées en sautoir. |
| Blason de Châteauneuf-Val-Saint-Donat | Détails | Le statut officiel du blason reste à déterminer. |

| Blason de Châteauredon | Blason  | D'azur à une tour ronde donjonnée de trois tourelles d'argent, la tour ouverte de sable, la tour et les tourelles ajourées de sable, le tout maçonné du même. |
| Blason de Châteauredon | Détails | Le statut officiel du blason reste à déterminer. |

| Blason de Chaudon-Norante | Blason  | De gueules à un château d'or, ouvert, ajouré et maçonné de sable, surmonté d'un soleil du même.                       |
| Blason de Chaudon-Norante | Détails | Le statut officiel du blason reste à déterminer.                                                                      |
| Blason de Chaudon-Norante | Alias   | D'azur à une autruche d'or tenant dans son bec un fer à cheval d'argent Bédejun (ancienne commune rattachée en 1908). |

| Blason de Clamensane | Blason  | De gueules à deux croisettes pattées d'or et deux étoiles du même en chef et en pointe et un cœur d’argent en abîme. |
| Blason de Clamensane | Détails | Le statut officiel du blason reste à déterminer.                                                                     |

| Blason de Claret | Blason  | De gueules à un château en forme de tour, donjonné de trois tourelles d'or, le tout ajouré et maçonné de sable, le château ouvert du même. |
| Blason de Claret | Détails | Le statut officiel du blason reste à déterminer.                                                                                           |

| Blason de Clumanc | Blason  | Fascé d'or et d'azur de six pièces et un chef d'argent, chargé du mot CLUMANC de sable. |
| Blason de Clumanc | Détails | Le statut officiel du blason reste à déterminer.                                        |

| Blason de Colmars | Blason  | D'azur à un monde d'argent, croisé du même, chargé de la lettre O de gueules, adextré de la lettre C d'or, et senestré de la lettre L du même. |
| Blason de Colmars | Détails | Le statut officiel du blason reste à déterminer.                                                                                               |

| Blason de Corbières-en-Provence | Blason  | D'azur à un corbeau au naturel s’essorant sur un rocher d'or et derrière le rocher une rivière d'argent. |
| Blason de Corbières-en-Provence | Détails | Armes parlantes. Le statut officiel du blason reste à déterminer.                                        |

| Blason de Cruis | Blason  | D'azur à un saint vêtu pontificalement, la mitre en tête, tenant de sa main senestre une crosse et levant la main dextre comme pour donner la bénédiction, le tout d'or. |
| Blason de Cruis | Détails | Le statut officiel du blason reste à déterminer. |

| Blason de Curbans | Blason  | De gueules à un pont de deux arches d'argent sur une rivière du même. |
| Blason de Curbans | Détails | Le statut officiel du blason reste à déterminer.                      |

| Blason de Curel | Blason  | Parti d’or au dauphin d’azur barbé, crêté, lorré, oreillé et peautré de gueules, qui est du Dauphiné et de gueules à la fleur de lis d’argent surmontée d’un lambel du même, le tout sommé d’un chef d’argent chargé de l’inscription CUREL de sable. |
| Blason de Curel | Détails | Le statut officiel du blason reste à déterminer. |

## D
| Blason de Dauphin | Blason  | De gueules à un éléphant d'argent, coupé d'or à un pairle de gueules. |
| Blason de Dauphin | Détails | Le statut officiel du blason reste à déterminer.                      |

| Blason de Demandolx | Blason  | De gueules à trois mains dextres appaumées d'argent,. |
| Blason de Demandolx | Détails | Le statut officiel du blason reste à déterminer.      |

| Blason de Digne-les-Bains | Blason  | D'azur à la fleur de lys d'or accompagnée en chef d'une croisette de gueules*, aux flancs de deux lettres L capitales affrontées d'argent et en pointe d'une lettre D capitale aussi d'or. |
| Blason de Digne-les-Bains | Détails | * Il y a là non-respect de la règle de contrariété des couleurs : ces armes sont fautives. Le statut officiel du blason reste à déterminer.                                                |
| Blason de Digne-les-Bains | Alias   | De gueules à un pont de deux arches d'argent sur une rivière du même et un chef d'or chargé de trois roses de gueules Les Dourbes (ancienne commune rattachée en 1974)                     |

| Blason de Draix | Blason  | D'azur à un crible d'or,.                        |
| Blason de Draix | Détails | Le statut officiel du blason reste à déterminer. |

## E
| Blason de Entrages | Blason  | De sinople à une rivière d’argent en fasce, accompagnée de quatre fleurs de lys du même,. |
| Blason de Entrages | Détails | Le statut officiel du blason reste à déterminer.                                          |

| Blason de Entrepierres | Blason  | De sinople à deux grands rochers d'argent mouvants l'un du flanc dextre, l'autre du senestre, d'un bourg composé d'une église et de plusieurs maisons aussi d'argent, essorées de sable, bâti au pied du rocher à senestre et une rivière d'argent mouvant du rocher à dextre et coulant le long de ce bourg. |
| Blason de Entrepierres | Détails | Le statut officiel du blason reste à déterminer. |

| Blason de Entrevaux | Blason  | D'azur à un pont d’or entre deux rochers d'argent, mouvants des deux flancs de l'écu, et une rivière du même, coulant sous le pont. |
| Blason de Entrevaux | Détails | Le statut officiel du blason reste à déterminer.                                                                                    |

| Blason de Entrevennes | Blason  | D'azur à un ruisseau d'argent coulant entre deux rochers du même, mouvant des deux flancs. |
| Blason de Entrevennes | Détails | Le statut officiel du blason reste à déterminer.                                           |

| Blason de Escale (L') | Blason  | De gueules à une tour carrée d’argent, ouverte, ajourée et maçonnée de sable, mouvante du flanc dextre, sur laquelle est arboré un étendard d'or et une échelle d'argent appliquée contre la tour. |
| Blason de Escale (L') | Détails | Le statut officiel du blason reste à déterminer. |

| Blason de Esparron-de-Verdon | Blason  | De gueules à une bande d'argent chargée d'une épée d'or dans son fourreau de sable entourée de son ceinturon ou baudrier du même. |
| Blason de Esparron-de-Verdon | Détails | Armes parlantes. (contraction entre la racine de l’épée (espa-) + le ceinturon) Le statut officiel du blason reste à déterminer.  |

| Blason de Estoublon | Blason  | De gueules à un griffon d'or tenant de ses deux pattes une gerbe du même. |
| Blason de Estoublon | Détails | Le statut officiel du blason reste à déterminer.                          |

## F
| Blason de Faucon-de-Barcelonnette | Blason  | D'argent à une montagne au naturel à dextre, contournant une rivière du même à senestre, à l'inscription en chef FAUCON en lettres capitales de sinople. |
| Blason de Faucon-de-Barcelonnette | Détails | Le statut officiel du blason reste à déterminer. |

| Blason de Faucon-du-Caire | Blason  | De sinople à un bourg composé d’une église et de plusieurs maisons d’argent essorées et ajourées de sable, senestré d’un grand rocher d’argent du milieu duquel sort une rivière du même, coulant entre le bourg et le rocher, et un chef d’argent chargé du mot FAUCON en caractères de sable. |
| Blason de Faucon-du-Caire | Détails | Le statut officiel du blason reste à déterminer. |

| Blason de Fontienne | Blason  | D'azur à une fontaine d'or jaillissante de deux jets d'argent et surmontée de la lettre F capitale aussi d’argent. |
| Blason de Fontienne | Détails | Armes parlantes. Jeu de mots sur sonorité : fontaine/Fontienne. Le statut officiel du blason reste à déterminer.   |

| Blason de Forcalquier | Blason  | De gueules aux trois pals d'or.                  |
| Blason de Forcalquier | Détails | Le statut officiel du blason reste à déterminer. |

| Blason de Fugeret (Le) | Blason  | D'azur à un cerf d'or courant sur une terrasse de sinople et un chef de gueules* chargé d'une fleur de lys d'or accostée de deux étoiles, du même.             |
| Blason de Fugeret (Le) | Détails | * Il y a là non-respect de la règle de contrariété des couleurs : ces armes sont fautives (gueules sur azur). Le statut officiel du blason reste à déterminer. |

## G
| Blason de Ganagobie | Blason  | D'azur à une montagne d'or, autour de laquelle est écrit en cercle GANAGOBIE en lettres capitales de sable. |
| Blason de Ganagobie | Détails | Le statut officiel du blason reste à déterminer.                                                            |

| Blason de Garde (La) | Blason  | D'azur à une tour d'argent ouverte, ajourée et maçonnée de sable sur une montagne de sinople. |
| Blason de Garde (La) | Détails | Le statut officiel du blason reste à déterminer.                                              |

| Blason de Gigors | Blason  | Coupé : au 1er d'azur à deux chevrons d'or accompagnés de trois besants d'argent ; et au 2e d'or à un arbre arraché de sinople, fûté au naturel. |
| Blason de Gigors | Détails | Le statut officiel du blason reste à déterminer.                                                                                                 |

| Blason de Gréoux-les-Bains | Blason  | Coupé : au 1er d'argent à un loup de sable et au 2e d'azur à un écureuil d'argent. |
| Blason de Gréoux-les-Bains | Détails | Le statut officiel du blason reste à déterminer.                                   |

## H
| Blason de Hautes-Duyes | Blason  | D'azur à un chevron d'or accompagné de trois cailloux du même.                                                                |
| Blason de Hautes-Duyes | Détails | Commune formée de la fusion de celles d’Auribeau et de Saint-Estève en 1973. Le statut officiel du blason reste à déterminer. |

| Blason de Hospitalet (L') | Blason  | De sinople à un pal d’or, coupé d’or à une guivre de sinople. |
| Blason de Hospitalet (L') | Détails | Le statut officiel du blason reste à déterminer.              |

## J
| Blason de Jausiers | Blason  | D'argent à un coq d'or becqué, crêté et membré de gueules, soutenu de deux épis de blé aussi d'or passés en sautoir.                      |
| Blason de Jausiers | Détails | Il y a là non-respect de la règle de contrariété des couleurs : ces armes sont fautives. Le statut officiel du blason reste à déterminer. |

| Blason de Javie (La) | Blason  | De gueules à un château d’argent ouvert, ajouré et maçonné de sable, surmonté d’un soleil d’or. |
| Blason de Javie (La) | Détails | Le statut officiel du blason reste à déterminer.                                                |

## L
| Blason de Lambruisse | Blason  | D'or à un cep de vigne arraché de sinople, fruité de sable, accolé à un arbre sec, arraché aussi de sable. |
| Blason de Lambruisse | Détails | Le statut officiel du blason reste à déterminer.                                                           |

| Blason de Lardiers | Blason  | De sinople à un loup d’or coupé d’argent à un chevron de sable. |
| Blason de Lardiers | Détails | Le statut officiel du blason reste à déterminer.                |

| Blason de Limans | Blason  | De sable aux lettres L et S capitales d'argent.  |
| Blason de Limans | Détails | Le statut officiel du blason reste à déterminer. |

| Blason de Lurs | Blason  | Parti d'azur à un lion d'or et d'argent à une aigle bicéphale le vol abaissé de sable chargée sur son estomac d'une fasce alésée d'or surchargée de cinq trèfles de sinople. |
| Blason de Lurs | Détails | Le statut officiel du blason reste à déterminer. |

## M
| Blason de Majastres | Blason  | De gueules à une tour d'or posée sur un mont d'argent. |
| Blason de Majastres | Détails | Le statut officiel du blason reste à déterminer.       |

| Blason de Malijai | Blason  | De gueules à une plante arrachée d'or surmontée de trois étoiles du même rangées en chef.                                                     |
| Blason de Malijai | Détails | Le statut officiel du blason reste à déterminer.                                                                                              |
| Blason de Malijai | Alias   | De sinople à une chaîne d'argent accostée de deux canettes d'argent. Armes de l'ancienne commune de Chénerilles, fusionnée à Malijai en 1973. |

| Blason de Mallefougasse-Augès | Blason  | D'argent à trois arbres arrachés de sinople.     |
| Blason de Mallefougasse-Augès | Détails | Le statut officiel du blason reste à déterminer. |

| Blason de Mallemoisson | Blason  | D'azur à une gerbe d'or sommée de deux colombes affrontées d'argent la becquetant. |
| Blason de Mallemoisson | Détails | Conflit héraldique : le blasonnement dit « sommée » et la becquetant ; la représentation montre deux colombes accostant la gerbe et à distance de cette dernière. Le statut officiel du blason reste à déterminer. |

| Blason de Mane | Blason  | D'azur aux lettres M et A capitales d'argent séparées par un point d'or. |
| Blason de Mane | Détails | Le statut officiel du blason reste à déterminer.                         |

| Blason de Manosque | Blason  | Écartelé d'azur et de gueules à une main senestre appaumée d'argent dans chaque quartier. |
| Blason de Manosque | Détails | Le statut officiel du blason reste à déterminer.                                          |

| Blason de Marcoux | Blason  | D'azur à un château d'or, ouvert, ajouré et maçonné de sable, sur une rivière d'argent. |
| Blason de Marcoux | Détails | Le statut officiel du blason reste à déterminer.                                        |

| Blason de Méailles | Blason  | D'or à un arbre de sapin de sinople, accosté de deux étoiles de gueules. |
| Blason de Méailles | Détails | Le statut officiel du blason reste à déterminer.                         |

| Blason de Mées (Les) | Blason  | De gueules à la lettre M d'argent accompagnée en pointe de trois roses du même et en chef de trois fleurs de lis d'or. Devise CriDe rosis ad lilia. |
| Blason de Mées (Les) | Détails | Le statut officiel du blason reste à déterminer. |

| Blason de Melve | Blason  | De gueules à une fasce d'argent chargée du mot MELVE de sable accompagnée en chef de deux étoiles d'or et en pointe d'un croissant du même. |
| Blason de Melve | Détails | Le statut officiel du blason reste à déterminer.                                                                                            |

| Blason de Mézel | Blason  | D'or à la lettre M de sable posée en cœur, accompagnée de trois roses de gueules. |
| Blason de Mézel | Détails | Le statut officiel du blason reste à déterminer.                                  |

| Blason de Mirabeau | Blason  | De gueules à deux fasces d'or.                   |
| Blason de Mirabeau | Détails | Le statut officiel du blason reste à déterminer. |

| Blason de Mison | Blason  | D'azur à la fasce haussée d'argent chargée du mot MISON de sable, surmontée de deux roses d'argent et accompagnée en pointe d'un chevron abaissé d'or enfermant une autre rose d'argent. |
| Blason de Mison | Détails | Le statut officiel du blason reste à déterminer. |

| Blason de Montagnac-Montpezat | Blason  | D'azur à une crosse d'or en pal accostée de deux montagnes d'argent,.     |
| Blason de Montagnac-Montpezat | Détails | Le statut officiel du blason reste à déterminer.                          |
| Blason de Montagnac-Montpezat | Alias   | De sinople à un pal d'or ; coupé d'or à un écureuil de sinople. Montpezat |

| Blason de Montclar | Blason  | De gueules à une montagne d'argent surmontée d'un soleil d'or. |
| Blason de Montclar | Détails | Le statut officiel du blason reste à déterminer.               |

| Blason de Montfort | Blason  | De gueules à trois tours crénelées d'or ouvertes, ajourées et maçonnées de sable, deux en chef et une en cœur, celle-ci soutenue d'une montagne d'argent, herbée de sinople, mouvante de la pointe de l'écu. |
| Blason de Montfort | Détails | Le statut officiel du blason reste à déterminer. |

| Blason de Montfuron | Blason  | Coupé : au 1er d'azur aux deux étoiles d'argent, au 2e de gueules aux lettres M et M capitales d'argent. |
| Blason de Montfuron | Détails | Le statut officiel du blason reste à déterminer.                                                         |

| Blason de Montjustin | Blason  | Coupé : au 1er d'argent à la bande de sinople, au 2e de sinople à un éléphant d'or. |
| Blason de Montjustin | Détails | Le statut officiel du blason reste à déterminer.                                    |

| Blason de Montlaux | Blason  | De gueules à une fasce d'or, coupé d'or à une guivre d'azur. |
| Blason de Montlaux | Détails | Le statut officiel du blason reste à déterminer.             |

| Blason de Montsalier | Blason  | D'or à un pairle de sable, coupé d'azur à une guivre d'or. |
| Blason de Montsalier | Détails | Le statut officiel du blason reste à déterminer.           |

| Blason de Moriez | Blason  | D'azur à une bande d'or, chargée de trois trèfles de sinople. |
| Blason de Moriez | Détails | Le statut officiel du blason reste à déterminer.              |

| Blason de Motte-du-Caire (La) | Blason  | D'azur à une montagne d’or au pied de laquelle coule une rivière d’argent. |
| Blason de Motte-du-Caire (La) | Détails | Le statut officiel du blason reste à déterminer.                           |

| Blason de Moustiers-Sainte-Marie | Blason  | D'azur à deux rochers d’argent mouvants des flancs sur une terrasse de sinople entre lesquels sont posées en fasce deux fleurs de lys d'or accompagnées en chef d'une chaîne d’argent reliant les cimes des deux rochers au milieu de laquelle est suspendue par un chaînon du même une étoile d'or. |
| Blason de Moustiers-Sainte-Marie | Détails | Le statut officiel du blason reste à déterminer. |

| Blason de Mure-Argens (La) | Blason  | D'or à une fasce d'azur accompagnée de trois mûres de pourpre, tigées et feuillées de sinople. |
| Blason de Mure-Argens (La) | Détails | La Mure : Armes parlantes. Le statut officiel du blason reste à déterminer.                    |
| Blason de Mure-Argens (La) | Alias   | D'azur à un bourg d'or cantonné de quatre croisettes du même. Commune d'Argens.                |

## N
| Blason de Nibles | Blason  | D'azur à une étoile d'or.                        |
| Blason de Nibles | Détails | Le statut officiel du blason reste à déterminer. |

| Blason de Niozelles | Blason  | De sable au nom de NIOZELLES écrit en caractères d'argent et posé en fasce. |
| Blason de Niozelles | Détails | Le statut officiel du blason reste à déterminer.                            |

| Blason de Noyers-sur-Jabron | Blason  | De gueules à une fasce d’argent chargée du mot NOYERS de sable et accompagnée de trois étoiles d'argent. |
| Blason de Noyers-sur-Jabron | Détails | Le statut officiel du blason reste à déterminer.                                                         |

## O
| Blason de Omergues (Les) | Blason  | De gueules à une croix de Malte d'or soutenue d'une fasce en devise abaissée d'or, sur laquelle est écrit le mot OMERGUES en caractères de sable. |
| Blason de Omergues (Les) | Détails | Le statut officiel du blason reste à déterminer.                                                                                                  |

| Blason de Ongles | Blason  | D'azur à une tour d'or maçonnée et ouverte de sable, accostée de deux étoiles d'or, la tour posée sur une terrasse du même, chargée du mot ONGLES en caractères de sable. |
| Blason de Ongles | Détails | Le statut officiel du blason reste à déterminer. |

| Blason de Oppedette | Blason  | De sinople à un ours d'or, coupé d'or à un pal de gueules. |
| Blason de Oppedette | Détails | Le statut officiel du blason reste à déterminer.           |

| Blason de Oraison | Blason  | D'or à la fasce d'azur chargée de trois losanges couchées d'argent, accompagnée de deux vaches contre-passantes de gueules. |
| Blason de Oraison | Détails | Le statut officiel du blason reste à déterminer.                                                                            |

## P
| Blason de Palud-sur-Verdon (La) | Blason  | D'argent à trois joncs de sinople rangés et mouvant d'une rivière d'azur. |
| Blason de Palud-sur-Verdon (La) | Détails | Le statut officiel du blason reste à déterminer.                          |

| Blason de Peipin | Blason  | De gueules à une fasce d'argent chargée du mot PEYPIN en caractères de sable et accompagnée de trois roses aussi d'argent. |
| Blason de Peipin | Détails | Le statut officiel du blason reste à déterminer.                                                                           |

| Blason de Peyroules | Blason  | De gueules à un château, donjonné de trois tours d’or, au château ouvert de sable, le château et les tours ajourés de sable, le tout maçonné du même, sur une terrasse de sable. |
| Blason de Peyroules | Détails | Le statut officiel du blason reste à déterminer. |

| Blason de Peyruis | Blason  | D'azur à trois étoiles d'or, au chef d'argent chargé de lettres P, P et P, de sable. |
| Blason de Peyruis | Détails | Le statut officiel du blason reste à déterminer.                                     |

| Blason de Piégut | Blason  | D'azur au lion d'or, armé et lampassé de gueules, accompagné à dextre de la pointe des lettres P et G capitales du même. |
| Blason de Piégut | Détails | Le statut officiel du blason reste à déterminer.                                                                         |

| Blason de Pierrerue | Blason  | D'azur aux deux lettres capitales P et R d'argent accompagnées en chef d'une étoile du même. |
| Blason de Pierrerue | Détails | Le statut officiel du blason reste à déterminer.                                             |

| Blason de Pierrevert | Blason  | De gueules à un renard d'or, coupé d'or à une bande de sable. |
| Blason de Pierrevert | Détails | Le statut officiel du blason reste à déterminer.              |

| Blason de Pontis | Blason  | De gueules à un pont de deux arches d'argent sur une rivière du même. |
| Blason de Pontis | Détails | Le statut officiel du blason reste à déterminer.                      |

| Blason de Prads-Haute-Bléone | Blason  | D'or à une fasce d'azur accompagnée de six trèfles de sinople rangés trois en chef et trois en pointe. |
| Blason de Prads-Haute-Bléone | Détails | Le statut officiel du blason reste à déterminer.                                                       |

| Blason de Puimichel | Blason  | De gueules à une montagne d'argent surmontée de trois coquilles d'or rangées en chef. |
| Blason de Puimichel | Détails | Le statut officiel du blason reste à déterminer.                                      |

| Blason de Puimoisson | Blason  | De gueules à une croix écartelée d'argent et de sinople. |
| Blason de Puimoisson | Détails | Le statut officiel du blason reste à déterminer.         |

## Q
| Blason de Quinson | Blason  | D'azur à un pont d'une arche alaisé d'argent maçonné de sable sommé d'un pinson d'or le pied dextre levé.     |
| Blason de Quinson | Détails | Armes parlantes. (jeu de mots sur sonorité : Pinson/Quinson) Le statut officiel du blason reste à déterminer. |

## R
| Blason de Redortiers | Blason  | Taillé: au 1er d'argent à deux brins de lavande au naturel, empoignés en barre et senestrés d'une cotice en barre d'azur, au 2e d'azur à la borie d'argent adextrée un arbre sur une terrasse isolée et herbée du même. |
| Blason de Redortiers | Détails | Le statut officiel du blason reste à déterminer. |

| Blason de Reillanne | Blason  | D'azur à un soc de charrue d'argent posé en pal et accosté en chef de deux fleurs de lis du même. |
| Blason de Reillanne | Détails | Le statut officiel du blason reste à déterminer.                                                  |

| Blason de Revest-Saint-Martin | Blason  | De gueules à une guivre d’or, coupé d’or à un pal de gueules. |
| Blason de Revest-Saint-Martin | Détails | Le statut officiel du blason reste à déterminer.              |

| Blason de Revest-des-Brousses | Blason  | D'azur à une vache passante d'or sur une terrasse de sable. |
| Blason de Revest-des-Brousses | Détails | Le statut officiel du blason reste à déterminer.            |

| Blason de Revest-du-Bion | Blason  | D'argent au loup ravissant d'azur.               |
| Blason de Revest-du-Bion | Détails | Le statut officiel du blason reste à déterminer. |

| Blason de Riez | Blason  | D'argent à un pommier terrassé de sinople fruité de gueules, adextré d'un ours contourné de sable rampant contre le tronc de l'arbre. |
| Blason de Riez | Détails | Le statut officiel du blason reste à déterminer.                                                                                      |

| Blason de Robine-sur-Galabre (La) | Blason  | Fascé d'or et d'azur de six pièces à un écureuil rampant de sable brochant sur le tout. |
| Blason de Robine-sur-Galabre (La) | Détails | Le statut officiel du blason reste à déterminer.                                        |

| Blason de Rochegiron (La) | Blason  | De sinople à une guivre d'or, coupé d'or à la bande de sable. |
| Blason de Rochegiron (La) | Détails | Le statut officiel du blason reste à déterminer.              |

| Blason de Rochette (La) | Blason  | De gueules à un rocher d'argent, surmonté de trois étoiles d'or rangées en chef. |
| Blason de Rochette (La) | Détails | Armes parlantes. Le statut officiel du blason reste à déterminer.                |

| Blason de Rougon | Blason  | De gueules au château d'or ouvert de sable, le château et les tours ajourés de sable, le tout maçonné du même sur une terrasse du même. |
| Blason de Rougon | Détails | Le statut officiel du blason reste à déterminer.                                                                                        |

| Blason de Roumoules | Blason  | D'azur à deux lions affrontés d'or soutenant de leurs pattes de devant une meule de moulin d'argent. |
| Blason de Roumoules | Détails | Armes parlantes. (roue de moulin) Le statut officiel du blason reste à déterminer.                   |

## S
| Blason de Saint-André-les-Alpes | Blason  | De sinople à un sautoir d'or et un saint André de carnation vêtu de gueules brochant sur le tout.            |
| Blason de Saint-André-les-Alpes | Détails | Armes parlantes. Le statut officiel du blason reste à déterminer.                                            |
| Blason de Saint-André-les-Alpes | Alias   | D'azur à un château d'or et un chef d'argent, chargé du mot COURCHONS de sable. Courchons (ancienne commune) |
| Blason de Saint-André-les-Alpes | Alias   | D'or à un sureau de sinople fleuri d'argent. Méouilles (ancienne commune)                                    |
| Blason de Saint-André-les-Alpes | Alias   | D'azur à une fasce d'argent chargée du mot TROINS de sable. Troins (ancienne commune)                        |

| Blason de Saint-Benoît | Blason  | D'or à la fasce d'azur chargée d'une crosse d'or posée en fasce accompagnée de trois joubarbes arrachées de sinople. |
| Blason de Saint-Benoît | Détails | Le statut officiel du blason reste à déterminer.                                                                     |

| Blason de Saint-Étienne-les-Orgues | Blason  | D'azur à un saint Étienne vêtu en diacre, d'or, posé à dextre sur une terrasse de sable, les bras étendus et levant les yeux au ciel, et senestré en chef d'une main fermée aussi d'or mouvante du haut du flanc senestre et soutenue de trois cailloux du même mal ordonnés. |
| Blason de Saint-Étienne-les-Orgues | Détails | Armes parlantes. Le statut officiel du blason reste à déterminer. |

| Blason de Saint-Geniez | Blason  | De gueules à une fasce d'argent, chargée du mot ST-GENIEZ de sable et accompagnée de trois croisettes pattées d'or. |
| Blason de Saint-Geniez | Détails | Le statut officiel du blason reste à déterminer.                                                                    |

| Blason de Saint-Jacques | Blason  | D'azur à un saint Jacques vêtu en pèlerin d'or.                   |
| Blason de Saint-Jacques | Détails | Armes parlantes. Le statut officiel du blason reste à déterminer. |

| Blason de Saint-Jeannet | Blason  | D'azur à un saint Jean de carnation revêtu d'une peau de chameau d'or adextré d'un agneau d'argent passant derrière lui. |
| Blason de Saint-Jeannet | Détails | Armes parlantes. Le statut officiel du blason reste à déterminer.                                                        |

| Blason de Saint-Julien-d'Asse | Blason  | D'azur à un bourg d'argent essoré de sable bâti sur le bord d'une rivière d'argent et surmonté des deux lettres S et J rangées en chef et séparées par un pont, tous d'or. |
| Blason de Saint-Julien-d'Asse | Détails | Le statut officiel du blason reste à déterminer. |

| Blason de Saint-Julien-du-Verdon | Blason  | De gueules à un mouton d'argent et un chef d'or, chargé de trois croisettes de gueules. |
| Blason de Saint-Julien-du-Verdon | Détails | Le statut officiel du blason reste à déterminer.                                        |

| Blason de Saint-Jurs | Blason  | D'azur à un saint Georges d'or perçant de sa lance un dragon abattu au pied de son cheval du même.                     |
| Blason de Saint-Jurs | Détails | Armes parlantes. Saint-Jurs signifie Saint-Georges en dialecte local. Le statut officiel du blason reste à déterminer. |

| Blason de Saint-Laurent-du-Verdon | Blason  | Écartelé : au 1er d'or à un loup ravissant d'azur, au 2e fascé d'or et d'azur de six pièces, au 3e d'argent à quatre pals de gueules et une bande d'azur brochante sur le tout, chargée de trois besants d'or ; au 4e de gueules à deux lions affrontés d'argent, supportant d'une de leur patte un demi-vol d'or, et sur le tout un écusson de gueules à un château donjonné de trois tours d’or, le château ouvert de sable, le château et les tours ajourés de sable, le tout maçonné du même. |
| Blason de Saint-Laurent-du-Verdon | Détails | Le statut officiel du blason reste à déterminer. |

| Blason de Saint-Maime | Blason  | Coupé : au 1er de gueules au pairle d'argent, au 2e d'or à un rhinocéros de sinople. |
| Blason de Saint-Maime | Détails | Le statut officiel du blason reste à déterminer.                                     |

| Blason de Saint-Martin-de-Brômes | Blason  | Coupé : au 1er de gueules à la fasce d'or, au 2e d'or à l'écureuil rampant d'azur. |
| Blason de Saint-Martin-de-Brômes | Détails | Le statut officiel du blason reste à déterminer.                                   |

| Blason de Saint-Michel-l'Observatoire | Blason  | D'azur à un saint Michel d'or tenant à sa main dextre une balance de deux plateaux du même sur une terrasse de sable. |
| Blason de Saint-Michel-l'Observatoire | Détails | Armes parlantes. Le statut officiel du blason reste à déterminer.                                                     |

| Blason de Saint-Pierre | Blason  | Fascé d'or et de gueules de six pièces et deux clefs d'argent passées en sautoir brochant sur le tout. |
| Blason de Saint-Pierre | Détails | Armes parlantes. Clés de saint Pierre. Le statut officiel du blason reste à déterminer.                |

| Blason de Sainte-Tulle | Blason  | D'azur aux deux lettres capitales S et T d'or en chef et une rose d'argent en pointe. |
| Blason de Sainte-Tulle | Détails | Le statut officiel du blason reste à déterminer.                                      |

| Blason de Saint-Vincent-les-Forts | Blason  | De sinople à une montagne d'argent accostée de la lettre S d'or à dextre et de la lettre V du même à senestre[réf. nécessaire]. |
| Blason de Saint-Vincent-les-Forts | Détails | Le statut officiel du blason reste à déterminer.                                                                                |

| Blason de Saint-Vincent-sur-Jabron | Blason  | Écartelé : au 1er et au 3e, d’argent à une guivre de sinople tortillée en pal ; au 2e et au 4e d’azur à une colombe d’argent becquée et membrée de gueules. |
| Blason de Saint-Vincent-sur-Jabron | Détails | Le statut officiel du blason reste à déterminer. |

| Blason de Sainte-Croix-à-Lauze | Blason  | Coupé : au 1er de sinople à la bande d'or, au 2e d'argent au renard d'azur. |
| Blason de Sainte-Croix-à-Lauze | Détails | Le statut officiel du blason reste à déterminer.                            |

| Blason de Sainte-Croix-du-Verdon | Blason  | D'argent à une croix potencée de gueules cantonnée de quatre croisettes du même. |
| Blason de Sainte-Croix-du-Verdon | Détails | Armes parlantes. Le statut officiel du blason reste à déterminer.                |

| Blason de Salignac | Blason  | De gueules à une fleur de lys d'or surmontée d'une couronne élevée de fleurs de lys du même. |
| Blason de Salignac | Détails | Le statut officiel du blason reste à déterminer.                                             |

| Blason de Saumane | Blason  | De sinople à un pal d'or, coupé d'or à une guivre de sinople. |
| Blason de Saumane | Détails | Le statut officiel du blason reste à déterminer.              |

| Blason de Sausses | Blason  | D'azur à un château d'or, ouvert, ajouré et maçonné de sable, accosté de deux lettres S, l'une à dextre et l'autre à senestre, de sable. |
| Blason de Sausses | Détails | Le statut officiel du blason reste à déterminer.                                                                                         |

| Blason de Selonnet | Blason  | D'azur à une tour d'argent, ouverte, ajourée et maçonné de sable, surmontée d'une étoile d'or. |
| Blason de Selonnet | Détails | Le statut officiel du blason reste à déterminer.                                               |

| Blason de Senez | Blason  | De gueules à une ville d'argent essorée et ajourée de sable surmontée de trois fleurs de lis d'or rangées en chef. |
| Blason de Senez | Détails | Le statut officiel du blason reste à déterminer.                                                                   |
| Blason de Senez | Alias   | - Le Poil (ancienne commune rattachée en 1973) : D'azur à un chameau d'or sur une terrasse de sinople.             |

| Blason de Seyne | Blason  | D'azur à trois colonnes rangées en pointe surmontées d'une croix potencée cantonnée de quatre croisettes, toutes d'or. |
| Blason de Seyne | Détails | Le statut officiel du blason reste à déterminer.                                                                       |

| Blason de Sigonce | Blason  | D'azur à la lettre S capitale d'argent, surmontée de trois étoiles du même mal ordonnées. |
| Blason de Sigonce | Détails | Le statut officiel du blason reste à déterminer.                                          |

| Blason de Sigoyer | Blason  | De gueules à une tour pavillonnée d'or, ouverte, ajourée et maçonnée de sable. |
| Blason de Sigoyer | Détails | Le statut officiel du blason reste à déterminer.                               |

| Blason de Simiane-la-Rotonde | Blason  | D'or à cinq tours d'azur équipollées à quatre fleurs de lis du même. |
| Blason de Simiane-la-Rotonde | Détails | Blason utilisé par la commune.                                       |

| Blason de Sisteron | Blason  | De gueules à un grand S couronné accompagné de deux fleurs de lis posées une à chaque flanc et en pointe de deux annelets tous d'or. |
| Blason de Sisteron | Détails | Le statut officiel du blason reste à déterminer.                                                                                     |

| Blason de Soleilhas | Blason  | D'argent au soleil de gueules.                                    |
| Blason de Soleilhas | Détails | Armes parlantes. Le statut officiel du blason reste à déterminer. |

| Blason de Sourribes | Blason  | De gueules à une crosse contournée dont le pied est entortillé de la lettre S, adextrée d'une étoile et senestrée d'une lune en décours et un soleil placé à dextre et en chef le tout d'or. |
| Blason de Sourribes | Détails | Le statut officiel du blason reste à déterminer. |

## T
| Blason de Tartonne | Blason  | D'or à trois tourteaux de gueules et une fleur de lys d'azur en cœur. |
| Blason de Tartonne | Détails | Le statut officiel du blason reste à déterminer.                      |

| Blason de Thoard | Blason  | Fascé d'or et d'azur de six pièces et un franc-canton d'argent chargé d'une fasce de sable. |
| Blason de Thoard | Détails | Le statut officiel du blason reste à déterminer.                                            |

| Blason de Thèze | Blason  | D'azur à un cerf passant d'or senestré de deux lettres T et H d'argent, au chef d'argent chargé de trois roses de gueules pointées de sinople. |
| Blason de Thèze | Détails | Le statut officiel du blason reste à déterminer.                                                                                               |

| Blason de Thorame-Basse | Blason  | De sinople à la tour d'or ouverte, ajourée et maçonnée de sable, bâtie au pied et à senestre d'un rocher d'argent mouvant de la pointe. |
| Blason de Thorame-Basse | Détails | Armes parlantes. Le statut officiel du blason reste à déterminer.                                                                       |

| Blason de Thorame-Haute | Blason  | D'or à la tour de gueules ouverte, ajourée et maçonnée de sable, posée sur une montagne de sinople mouvant de la pointe.               |
| Blason de Thorame-Haute | Détails | Armes parlantes. Selon de Bresc : D'or, à château de gueule, sur montagne de sinople. Le statut officiel du blason reste à déterminer. |
| Blason de Thorame-Haute | Alias   | Écartelé : au 1er et 4e d'azur à un rocher d'argent, au 2e et 3e d'or à une étoile à 16 rais de gueules. Peyresq (ancienne commune)    |
| Blason de Thorame-Haute | Alias   | D'azur à une montagne à deux monticules ou à deux mamelons d'or. La Colle-Saint-Michel (ancienne commune)                              |

| Blason de Turriers | Blason  | D'azur à une tour pavillonnée d'or, ouverte, ajourée et maçonnée de sable. |
| Blason de Turriers | Détails | Armes parlantes. Le statut officiel du blason reste à déterminer.          |

## U
| Blason de Ubraye | Blason  | Écartelé : au 1er et 4e d'azur à une bande d'or, accompagné de deux étoiles du même, une en chef et une en pointe, au 2e de gueules, à un pont à deux arches d'or, maçonné de sable, et au 3e d’or à un loup ravissant d’azur, armé et lampassé de gueules. |
| Blason de Ubraye | Détails | Le statut officiel du blason reste à déterminer. |

| Blason de Uvernet-Fours | Blason  | De gueules à la barre d'or chargée du mot UVERNET de sable, accompagnée en chef d'une étoile et en pointe d'un annelet, le tout d'argent. |
| Blason de Uvernet-Fours | Détails | Le statut officiel du blason reste à déterminer.                                                                                          |

## V
| Blason de Vachères | Blason  | D'or à quatre vaches de gueules, deux et deux.                    |
| Blason de Vachères | Détails | Armes parlantes. Le statut officiel du blason reste à déterminer. |

| Blason de Valavoire | Blason  | De gueules à un sautoir d'or, accompagné de la lettre V d'argent, au flanc dextre et de la lettre L du même, au flanc senestre. |
| Blason de Valavoire | Détails | Le statut officiel du blason reste à déterminer.                                                                                |

| Blason de Valbelle | Blason  | De gueules à une tour crénelée d'or, ouverte, ajourée et maçonnée de sable, adextrée de la lettre V d'or et senestrée de la lettre B, du même. |
| Blason de Valbelle | Détails | Le statut officiel du blason reste à déterminer.                                                                                               |

| Blason de Val-de-Chalvagne | Blason  | De gueules au château de trois tours d’or posé en perspective, ajouré de sable, chargé en pointe d’une fusée d’argent brochante, à l’aigle d’azur, la poitrine surchargée de la lettre capitale V d’or et brochant sur le tout en pointe. |
| Blason de Val-de-Chalvagne | Détails | Issue de la fusion de trois commune en 1973 : Castellet-Saint-Cassien, Montblanc et Villevieille. Le statut officiel du blason reste à déterminer.                                                                                        |

| Blason de Valensole | Blason  | D'azur à la lettre V capitale d'or surmontée d'un soleil du même. |
| Blason de Valensole | Détails | Armes parlantes. Le statut officiel du blason reste à déterminer. |

| Blason de Valernes | Blason  | D'azur à un croissant d'argent surmonté de deux étoiles d'or, l'une sur l'autre. |
| Blason de Valernes | Détails | Le statut officiel du blason reste à déterminer.                                 |

| Blason de Vaumeilh | Blason  | D'azur à une bande d'or accompagnée de six roses d'argent posées en orle. |
| Blason de Vaumeilh | Détails | Le statut officiel du blason reste à déterminer.                          |

| Blason de Venterol | Blason  | De gueules au chevron d'argent, accompagné en chef de deux étoiles d'or et en pointe d'un croissant du même. |
| Blason de Venterol | Détails | Le statut officiel du blason reste à déterminer.                                                             |

| Blason de Verdaches | Blason  | D'argent à trois arbres de sinople rangés en fasce sur une terrasse du même. |
| Blason de Verdaches | Détails | Le statut officiel du blason reste à déterminer.                             |

| Blason de Vergons | Blason  | D'or à un loup d'azur lampassé de gueules passant devant le pied d'un arbre terrassé de sinople. |
| Blason de Vergons | Détails | Le statut officiel du blason reste à déterminer.                                                 |

| Blason de Vernet (Le) | Blason  | D'or à un arbre de sinople sur une terrasse du même accosté de deux étoiles de gueules. |
| Blason de Vernet (Le) | Détails | Le statut officiel du blason reste à déterminer.                                        |

| Blason de Villars-Colmars | Blason  | D'or au bourg de gueules ajouré de sable, bâti au bord d'un lac d'argent sur une terrasse de sinople.                            |
| Blason de Villars-Colmars | Détails | Historiquement Villars dépendait de Colmars, c'est une commune depuis mai 1792. Le statut officiel du blason reste à déterminer. |

| Blason de Villemus | Blason  | D'or au château de gueules donjonné de trois tours de même, ouvert, ajouré et maçonné de sable. |
| Blason de Villemus | Détails | Le statut officiel du blason reste à déterminer.                                                |

| Blason de Villeneuve | Blason  | Coupé : au 1er de sable à la croix d'argent, au 2e d'argent à un éléphant d'azur. |
| Blason de Villeneuve | Détails | Le statut officiel du blason reste à déterminer.                                  |

| Blason de Volonne | Blason  | De gueules à deux lettres capitales V dont l'une renversée, entrelacées d'or, enfermant une croisette d'argent posée en cœur. |
| Blason de Volonne | Détails | Le statut officiel du blason reste à déterminer.                                                                              |

| Blason de Volx | Blason  | De gueules à une crémaillère de sable* posée en pal.                                                                                        |
| Blason de Volx | Détails | * Il y a là non-respect de la règle de contrariété des couleurs : ces armes sont fautives. Le statut officiel du blason reste à déterminer. |